# Вальксфельде
Вальксфельде (нем. Walksfelde) — община в Германии, в земле Шлезвиг-Гольштейн.
Входит в состав района Герцогство Лауэнбург. Подчиняется управлению Нуссе.  Население составляет 182 человека (на 31 декабря 2010 года). Занимает площадь 3,51 км².